# Tabarle
Tabarle (ros. Табарле) – wieś (sieło) w Rosji, w Tatarstanie, w rejonie agryskim. W 2010 liczyła 262 mieszkańców.